# A Sea Symphony (Vaughan Williams)
A Sea Symphony is de bijnaam van de 1e symfonie van Ralph Vaughan Williams.
Rond 1900 verschenen allerlei composities over de zee, zoals La Mer van Claude Debussy en het eerdere werk met dezelfde titel van Paul Gilson en The sea van Frank Bridge. Tegelijk groeide de belangstelling naar het werk van dichters zoals de Amerikaan Walt Whitman. Ralph Vaughan Williams combineerde beide zaken. In 1903 begon hij aan dit werk en was klaar in 1909, na veel wikken en wegen of composities gemaakt in die jaren, wel in het werk pasten. Ondertussen nam hij les bij Maurice Ravel. Hij begon aan het werk om een cantate op te leveren, uiteindelijk werd het dus een symfonie met koor.

## Delen
De volledige titel van deze compositie luidt: A Sea Symphony (Symphony nr.1 ) voor sopraan, bariton, koor en orkest.
1. A song for all seas, all ships (moderato maestoso);
2. On the beach at night, alone (largo sostenuto);
3. Scherzo, The waves (allegro brillante);
4. The explorers (grave e molto adagio).

De eerste uitvoering was op 12 oktober 1910 in Leeds, Leeds Festival onder leiding van de componist zelf. In hetzelfde programma werd overigens een uitvoering gegeven van het 2e pianoconcert van Sergej Rachmaninov (ook door de componist zelf).
A Sea Symphony (nr. 1) · A London Symphony (nr. 2) · A Pastoral Symphony (nr. 3) · Nr. 4 in f-mineur · Nr. 5 in D-majeur · Nr. 6 in e-mineur · Sinfonia antartica (nr. 7) · Nr. 8 in d-mineur · Nr. 9 in e-mineur